# Luna Park (Paris)
Luna Park  é um parque de diversões localizado na cidade de Paris.
Construído no estilo art-noveau, foi inaugurado em 1909 e durou quase 30 anos. Em 1931, curiosamente encomendou 25 baleias embalsamadas e 100 pinguins vivos, para uma empresa de pesca da Noruega, como formar de atrair mais público.